# 호루스의 아들들

호루스의 아들들(왼쪽부터) 임세티, 두아무테프, 하피, 케베세누에프

호루스의 아들들은 고대 이집트 신화에 등장하는 4명의 신이다. 미라의 장기를 보관하는 카노푸스의 단지가 의인화된 존재이다. 미라를 만들 때 심장(이집트어: 이브)은 영혼이 들어있는 장기라 하여 시신에 그대로 두었으나, 위와 간, 대장, 폐는 시신에서 제거하여 카노푸스의 단지에 보관하여 미라와 함께 매장하였다.
호루스의 아들들이 문헌에서 최초로 등장한 곳은 피라미드 텍스트이다. 이집트 사람들은 호루스의 아들들이 죽은 자의 영혼과 함께 사후 세계로 가는 동안 길동무를 해주며 안내를 해준다고 믿었다.

## 임세티
사람(학명: Homo sapiens)의 머리를 한 신으로 담당하는 장기는 간이며 방위는 남쪽이다.
이시스로부터 보호받는다.

## 두아무테프
자칼의 머리를 한 신으로 아누비스와 머리가 같다. 담당하는 장기는 위장이며 방위는 동쪽이다. 네이트로부터 보호받는다.

## 하피
망토개코원숭이(학명: Papio hamadryas)의 머리를 한 신으로, 나일강의 신인 하피와는 동명이신(同名異神)이다.
담당하는 장기는 폐이며 방위는 북쪽이다.
네프티스로부터 보호받는다.

## 케베세누에프
송골매(또는 매, 학명: Falco peregrinus)의 머리를 한 신으로, 호루스 및 라와 머리가 같다.
담당하는 장기는 창자(대장과 소장)이며 방위는 서쪽이다.
세르케트로부터 보호받는다.

## 같이 보기
- 이집트 신화

## 참고 문헌
- Arthur C. Aufderheide, The Scientific Study of Mummies, Cambridge University Press 2003
- Aayko Eyma ed., A Delta-Man in Yebu: Occasional Volume of the Egyptologists' Electronic Forum No. 1, Universal-Publishers 2003
- Jan Assmann, Death And Salvation In Ancient Egypt, Cornell University Press 2005
- John Gwyn Griffiths, The Conflict of Horus and Seth from Egyptian and Classical Sources: A Study in Ancient Mythology, Liverpool University Press 1961
- British Museum, Synopsis of the Contents of the British Museum, R. & A. Taylor 1855
- Manfred Lurker, Lexikon der Götter und Symbole der alten Ägypter, Scherz 1974
- Raymond Oliver Faulkner, The Ancient Egyptian Coffin Texts, David Brown Book Company 2004
- Raymond Oliver Faulkner, The Egyptian Book of the Dead: The Book of Going Forth by Day, Chronicle Books 2000
- William Kelly Simpson (ed.), The Literature of Ancient Egypt, 1972
- Jane B. Sellers, The Death of Gods in Ancient Egypt, 2003